# Rodos (Schiff)
Die Rodos war ein 1973 als Argo in Dienst gestelltes Fährschiff der griechischen Reederei Dane Sea Lines, das unter diesem Namen von 1989 bis 2004 zwischen Piräus und Rhodos im Einsatz stand. Zwei Jahre nach seiner Ausmusterung ging das Schiff 2006 zum Abbruch ins indische Alang.

## Geschichte
Die Rodos entstand unter der Baunummer 164 in der Werft von Nipponkai Heavy Industries in Toyama. Nach ihrer Ablieferung an die japanische Reederei Taiheiyō Ferry am 25. Juni 1973 nahm sie den Fährdienst von Nagoya nach Ōita auf.
1980 ging das Schiff an die Reederei Kansai Kisen und stand ab November 1980 als Ferry Kogane Maru zwischen Osaka und Beppu im Einsatz. 1983 wurde es modernisiert und im Jahr darauf als Pegasus an Taiyo Ferry für den Osaka-Fukuoka-Dienst verkauft, ging jedoch schon kurz darauf an die Mitsui O.S.K. Lines.
1989 wurde die Pegasus an die griechische Dane Sea Lines verkauft, in Rodos umbenannt und im selben Jahr auf der Strecke von Piräus nach Rhodos mit Aufenthalten in Patmos, Leros, Kalymnos und Kos in Dienst gestellt. Im April 1991 musste das Schiff aufgrund eines Feuers im Maschinenraum vor Piräus evakuiert werden. Ein weiterer Brand im Jahr 1999 erforderte größere Reparaturarbeiten, durch die das Schiff erst wieder 2000 in Fahrt kam. Vier Jahre später meldete die Dane Sea Lines Insolvenz an, die Rodos wurde aufgelegt.
Im Juli 2006 ging die Rodos bei einer Auktion an Blue Star Ferries, die das Schiff aufgrund seines Zustands aber nicht wieder in Dienst stellten, sondern stattdessen im Oktober 2006 zum Abbruch verkauften. Unter dem verkürzten Überführungsnamen Rod traf die Fähre am 29. November 2006 bei den Abwrackwerften im indischen Alang ein. Am 4. Dezember wurde sie zum Abbruch auf den Strand gesetzt.